# 湯浅悟郎
湯浅 悟郎（ゆあさ ごろう、1959年（昭和34年）12月6日 - ）は、日本の陸上自衛官。第37代陸上幕僚長。

## 概要
徳島県出身。1984年（昭和59年）3月、防衛大学校本科（電気工学科）第28期（防大の同期に田浦正人、折口雅博、村井嘉浩、関潤、坂口大作、斎藤剛、倉石灯など）卒業後、陸上自衛隊入隊、幹部候補生学校卒業後、第42普通科連隊に配属。
第21普通科連隊長、自衛隊東京地方協力本部長、第9師団長、西部方面総監等を歴任し、2019年（平成31年）3月19日の政府閣議において、第37代陸上幕僚長への昇格人事が了承され、同年4月1日をもって就任（西部方面総監出身者としては森勉以来二人目）。

## 略歴

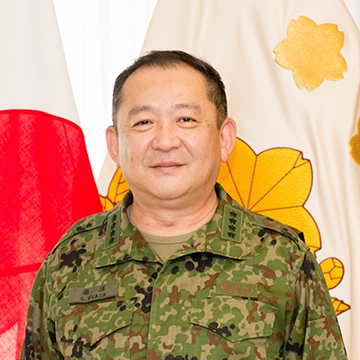
迷彩服姿の湯浅陸幕長

- 1984年（昭和59年）3月：陸上自衛隊幹部候補生学校入校（幹部候補生65期）
- 1985年（昭和60年）3月：第42普通科連隊配属
- 1998年（平成10年）7月：2等陸佐昇任
- 2003年（平成15年）
  - 1月：1等陸佐昇任、陸上自衛隊幹部学校[3]付
  - 8月：陸上幕僚監部人事部[4]補任課勤務
- 2006年（平成18年）8月4日：第21普通科連隊長兼秋田駐屯地司令
- 2007年（平成19年）12月3日：陸上幕僚監部人事部補任課長
- 2009年（平成21年）
  - 7月21日：陸将補昇任
  - 12月7日：中部方面総監部幕僚副長
- 2011年（平成23年）8月5日：自衛隊東京地方協力本部長
- 2013年（平成25年）8月27日：陸上幕僚監部装備部長[5]
- 2015年（平成27年）3月29日：陸将昇任、第9師団長
- 2016年（平成28年）7月1日：陸上幕僚副長
- 2017年（平成29年）8月8日：第37代西部方面総監
- 2019年（平成31年）4月1日：第37代陸上幕僚長に就任[2]
- 2021年 (令和03年) 3月26日 : 退官[6]